# پرچم قلمرو پایتختی استرالیا
پرچم قلمرو پایتختی استرالیا در ۳ فوریه ۱۹۹۳ پذیرفته شد.پس زمینه این پرچماز دو رنگ نارنجی و آبی است که قسمت آبی ستاره دار می باشد.